# شعوانه پارسا
شعوانه پارسا از زنان صوفی ایرانی قرن دوم هجری در بصره بوده‌است. پیرامون زمان تولد و از درگذشت وی اطلاعاتی نیست اما از آنجا که دیدار وی با فضیل عیاض نقل شده‌است، می‌بایست هم دوره وی باشد.

## منبع‌ها
1. ↑  «شعوانه پارسا زن عارف شاعر ایرانی قرن دوم هجری». پژوهشهای ادبی» پاییز ۱۳۸۳ - شماره ۵، مریم حسینی.[پیوند مرده]